# 16 januari
16 januari is de 16de dag van het jaar in de gregoriaanse kalender. Hierna volgen nog 349 dagen (350 dagen in een schrikkeljaar) tot het einde van het jaar.

## Gebeurtenissen
- Algemeen
  - 1219 - De eerste Sint-Marcellusvloed treft Nederland en Noordwest-Duitsland.
  - 1362 - De tweede Sint-Marcellusvloed treft Groot-Brittannië, Nederland, Duitsland en Denemarken.
  - 1997 - De politie in Albanië arresteert de eigenaar van het piramide-achtig beleggingsfonds Sude en zijn achttien medewerkers op verdenking van fraude en verduistering.
  - 1997 - Bij de ontploffing van een autobom op een markt voor gebruikte auto's in Boufarik, op 25 kilometer ten zuiden van Algiers, vallen zeker veertien doden.
  - 2015 - Het eilandenrijk Tonga is een eiland van meer dan 1 kilometer breed en 2 kilometer lang rijker na een forse vulkaanuitbarsting.
  - 2024 - In Weiteveen worden twee nieuwe kopers (38 en 44 jaar) van een huis doodgeschoten door de verkoper (50 jaar) tijdens een langslepend conflict.
- Economie
  - 1918 - De Postcheque- en Girodienst wordt gestart.
  - 1997 - De leiding van het Rotterdamse havenbedrijf SHB wil tweehonderd van de duizend medewerkers ontslaan. Driehonderddertig fulltime werknemers zouden een deeltijdbaan moeten accepteren.
- Media
  - 2019 - Talpa met eigenaar John de Mol jr. heeft vandaag bekendgemaakt dat het Linda de Mol en Wim Kieft heeft aangetrokken, eerder deze maand werden Albert Verlinde, Wendy van Dijk, Gordon en zoon Johnny de Mol binnen gehaald. Veronica en SBS6 waren vorig jaar al versterkt met Wilfred Genee, René van der Gijp, Hélène Hendriks en Johan Derksen.

- Muziek
  - 1988 - Tina Turner treedt in het Maracana Stadium in Rio de Janeiro op voor een betalend publiek van meer dan 184.000 toeschouwers, een wereldrecord voor een solo-artiest op dat moment.
- Politiek
  - 27 v.Chr. - De Romeinse senaat verleent aan Octavianus de titel Augustus.
  - 1547 - Ivan IV bijgenaamd de Verschrikkelijke wordt tot Tsaar aller Russen gekroond.
  - 1917 - De Duitse minister van buitenlandse zaken verstuurt het Zimmermanntelegram aan Mexico met het verzoek zich aan de kant van de centrale mogendheden te scharen in de Eerste Wereldoorlog.
  - 1969 - De student Jan Palach steekt zichzelf in brand op het Wenceslasplein in Praag uit protest tegen de teruggedraaide hervormingen van de Praagse Lente. Hij overlijdt drie dagen later aan zijn verwondingen.
  - 1977 - Buitenlandse troepen proberen de macht te grijpen in Benin, maar de door Frankrijk gesteunde poging tot staatsgreep geleid door Bob Denard mislukt waardoor president Mathieu Kérékou in het zadel blijft zitten.
  - 1979 - Het voltallige Boliviaanse militaire kabinet biedt aan president David Padilla zijn ontslag aan.
  - 1985 - De al bijna twintig jaar van kracht zijnde noodtoestand in Zimbabwe wordt door de Nationale Assemblee in Harare met zes maanden verlengd.
  - 2000 - Na een historische en felle verkiezingsstrijd kiezen Chilenen de gematigde socialist Ricardo Lagos tot president.
  - 2021 - De Duitse partij CDU kiest Armin Laschet als partijleider.
- Sport
  - 1981 - In Karachi wint de Nederlandse hockeyploeg voor de eerste keer in de geschiedenis het toernooi om de Champions Trophy.
  - 1997 - Regilio Tuur kondigt het einde van zijn bokscarrière aan.
  - 1997 - Herbert Neumann keert terug in het Nederlandse voetbal. De Duitse trainer tekent een contract voor twee seizoenen bij de Bredase eredivisieclub NAC, als opvolger van Wim Rijsbergen.
  - 2008 - Voetballer Steven Defour van Standard Luik neemt in het Casino-Kursaal Oostende de Belgische Gouden Schoen 2007 in ontvangst.
  - 2018 - Kimberley Bos plaatst zich voor de Olympische Winterspelen 2018 en is daarmee de eerste Nederlands olympische deelnemer in skeleton.
- Wetenschap en technologie
  - 1909 - Ernest Shackleton ontdekt de magnetische zuidpool.
  - 1969 - Voor de eerste keer in de geschiedenis van de ruimtevaart koppelen twee ruimtevaartuigen met elkaar: de Sojoez 4 en Sojoez 5.[1]
  - 2003 - Laatste lancering van de spaceshuttle Columbia. Vlak na de lancering raakt een stuk isolatieschuim los waardoor bij terugkeer op 1 februari het ruimteveer in delen uiteen valt.
  - 2015 - Amerikaans ondernemer Elon Musk maakt bekend dat SpaceX van plan is om binnen 5 jaar een satellietconstellatie actief te hebben die wereldwijd internetverbindingen kan leveren.[2]

## Geboren

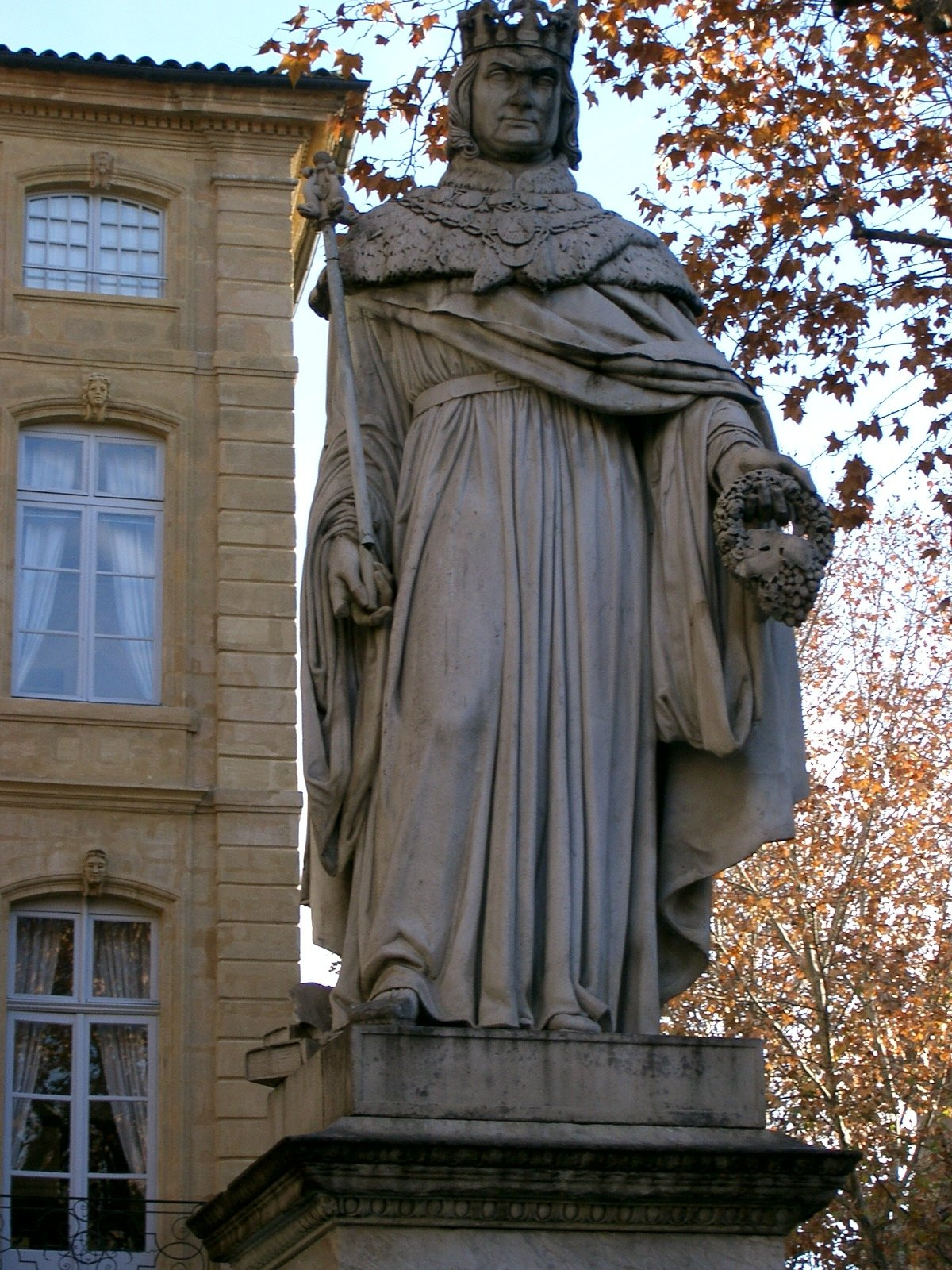
René I van Anjou,
geboren in 1409

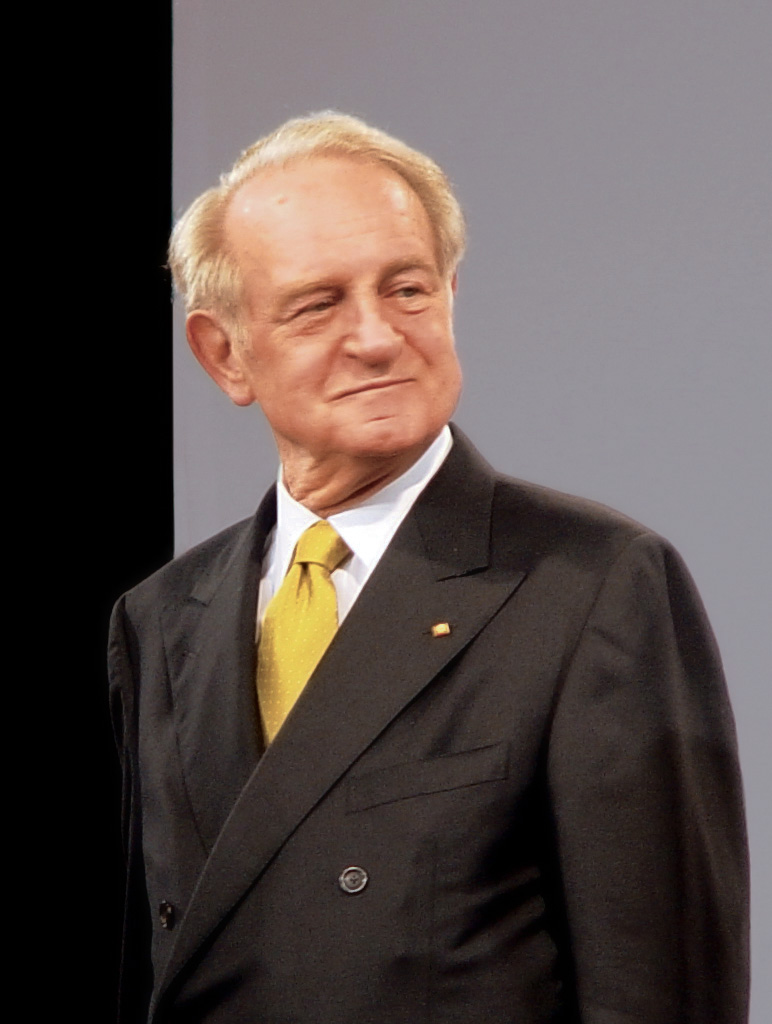
Johannes Rau,
geboren in 1931

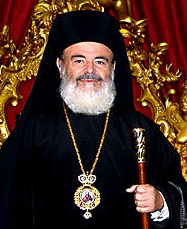
Aartsbisschop Christodoulos
geboren in 1939

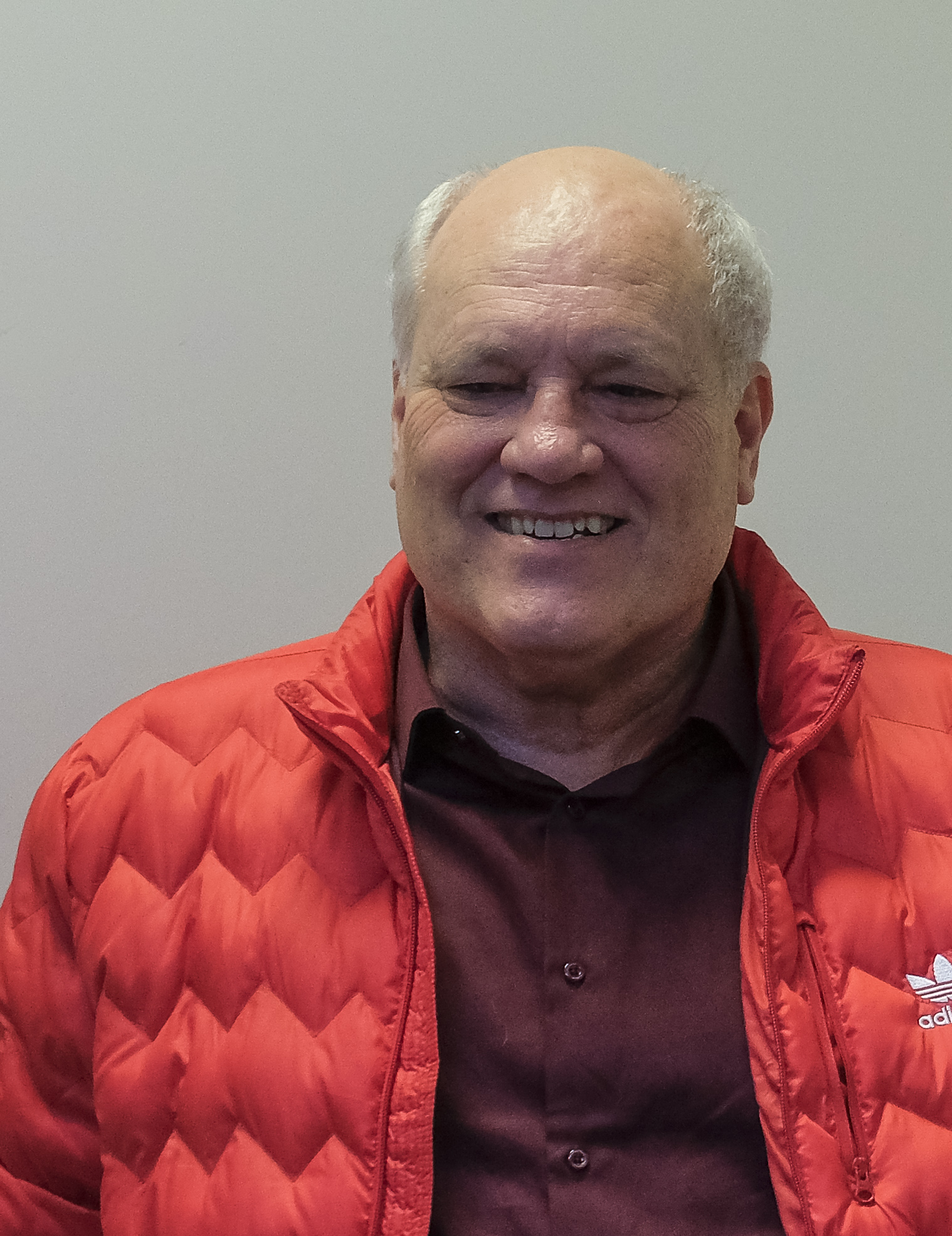
Martin Jol,
geboren in 1956

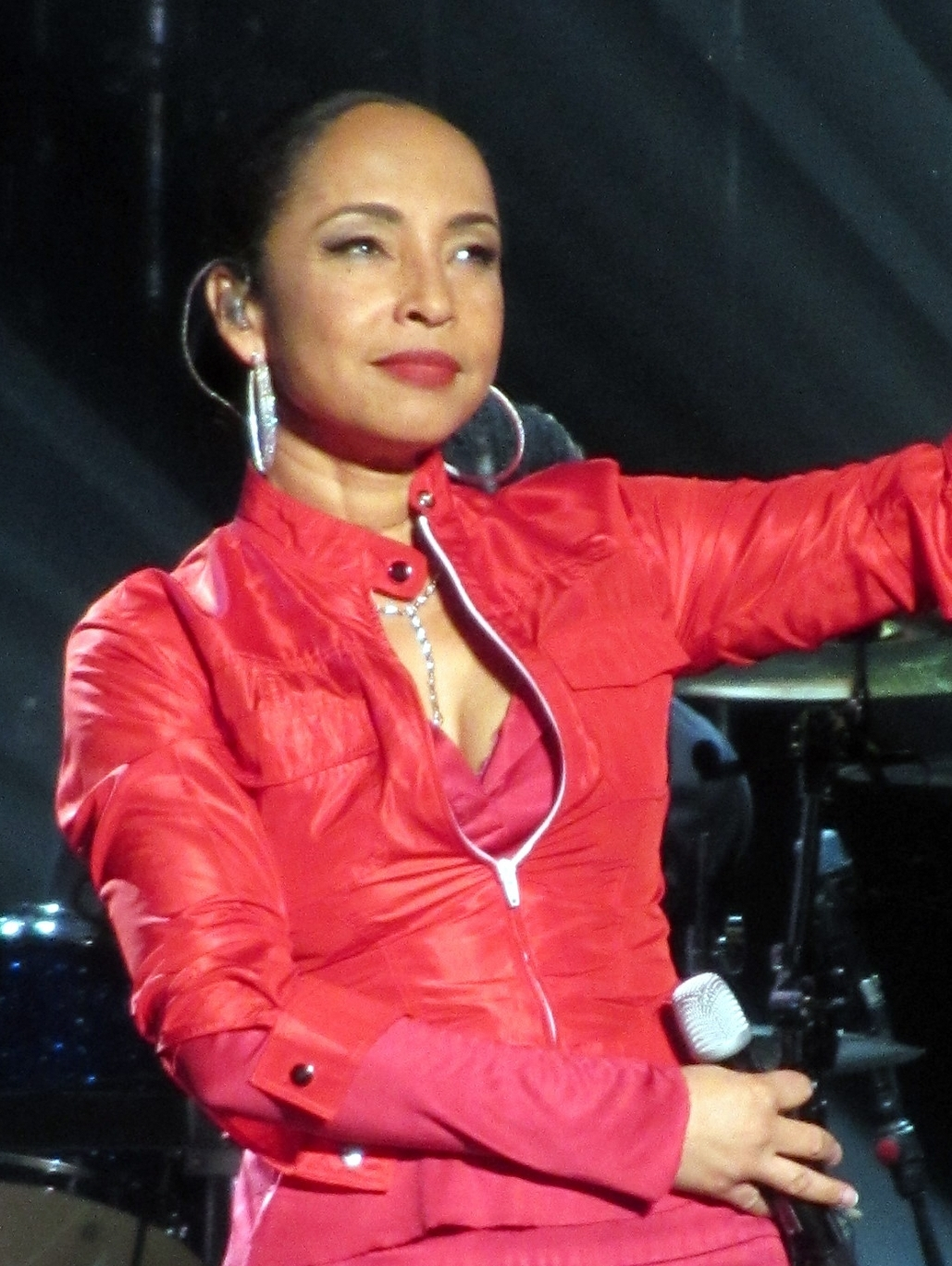
Sade,
geboren in 1959

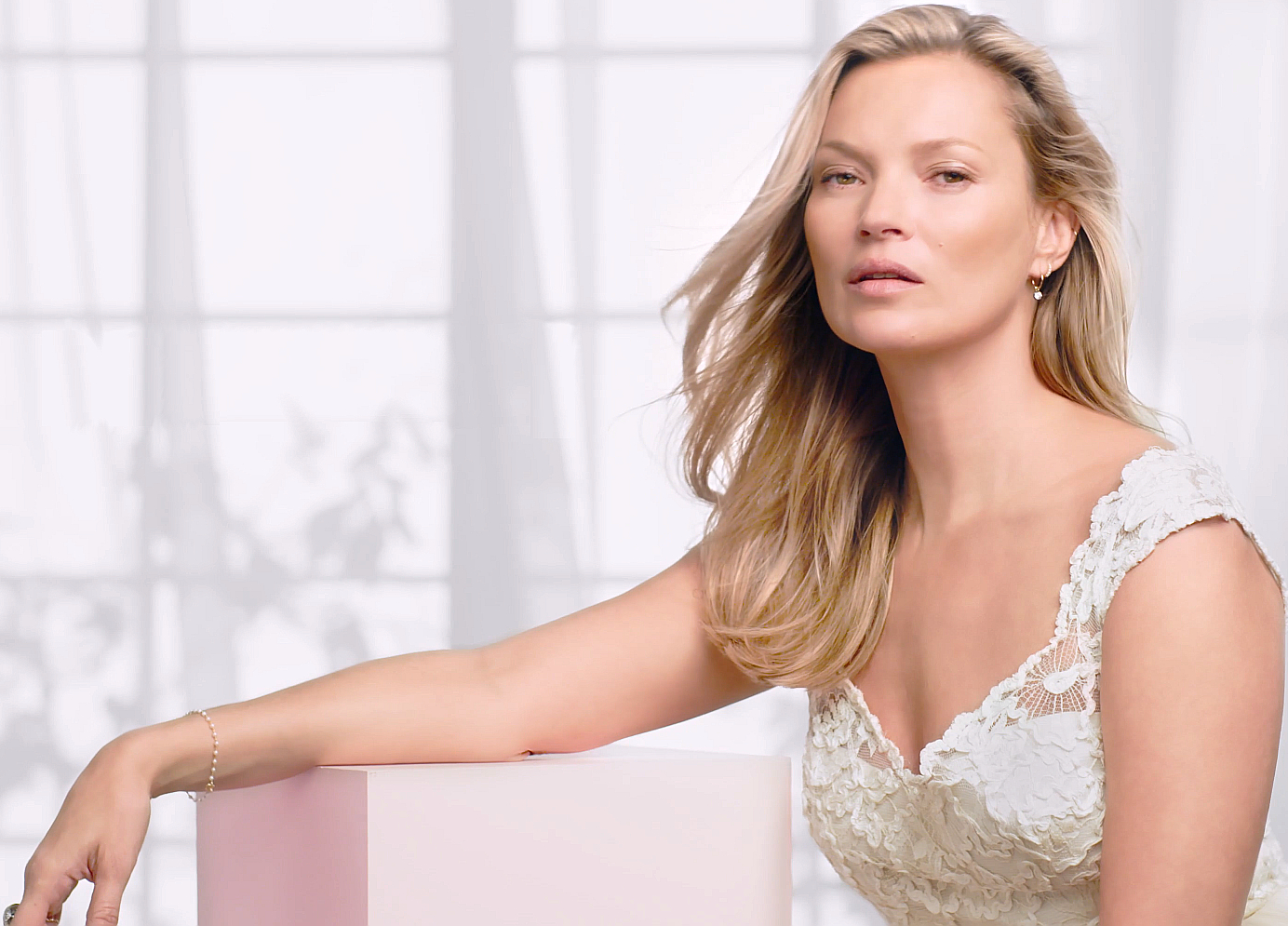
Kate Moss,
geboren in 1974

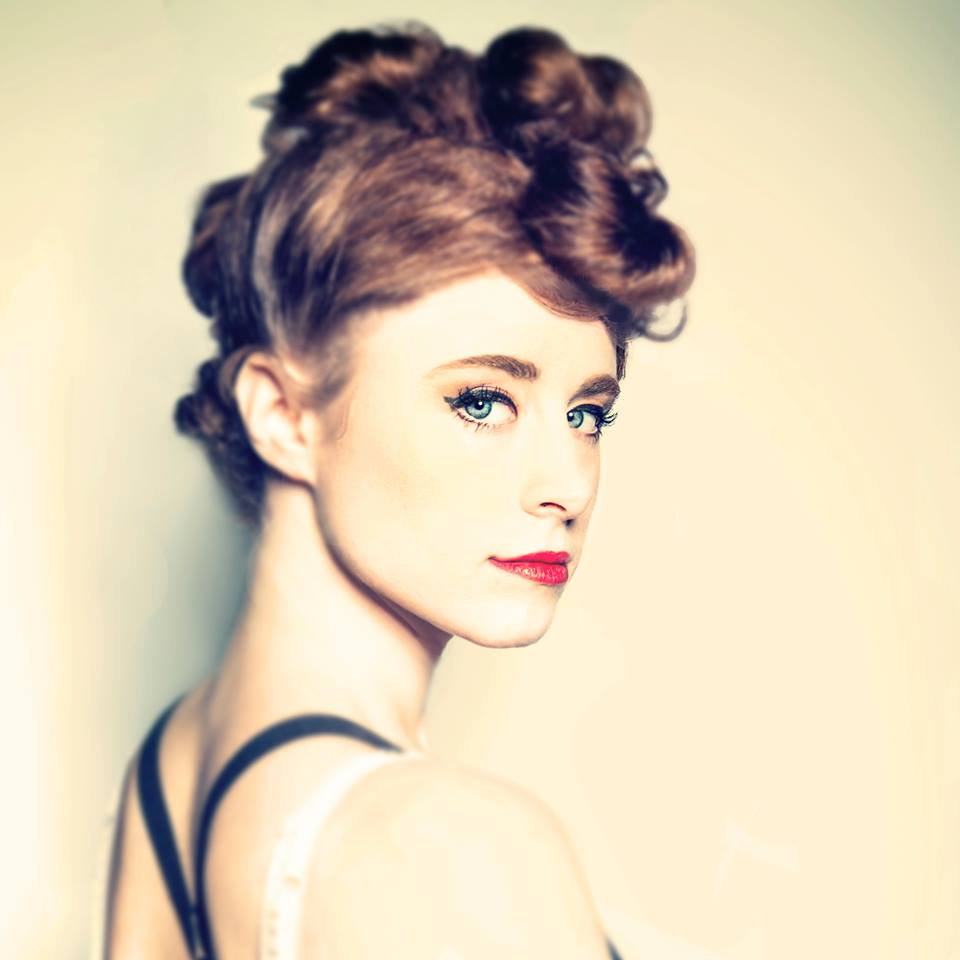
Kiesza,
geboren in 1989

- 1409 - René I van Anjou, koning van Napels (overleden 1480)
- 1735 - Karel Christiaan van Nassau-Weilburg, vorst van Nassau-Weilburg (overleden 1788)
- 1824 - Derk Timens Smid, Nederlands burgemeester (overleden 1907)
- 1850 - Karel Antonie Godin de Beaufort, Nederlands politicus (overleden 1921)
- 1881 - Marta Worringer, Duits grafisch kunstenaar, schilder, boekillustrator en textielkunstenaar (overleden 1965)
- 1888 - Mariano Cuenco, Filipijns politicus en schrijver (overleden 1964)
- 1892 - Josef Skupa, Tsjechisch poppenspeler (overleden 1957)
- 1900 - Edith Frank, moeder van Anne Frank (overleden 1945)
- 1901 - Fulgencio Batista, Cubaans president (overleden 1973)
- 1902 - Eric Liddell, Schots atleet en rugbyspeler (overleden 1945)
- 1908 - Ethel Merman, Amerikaans actrice en zangeres (overleden 1984)
- 1911 - Roger Lapébie, Frans wielrenner (overleden 1996)
- 1912 - Guo Jie, Chinees atleet (overleden 2015)
- 1915 - Leslie H. Martinson, Amerikaans regisseur (overleden 2016)
- 1918 - Nel Benschop, Nederlands dichteres (overleden 2005)
- 1918 - Steye van Brandenberg, Nederlands acteur en regisseur (overleden 1990)
- 1920 - Alberto Crespo, Argentijns autocoureur (overleden 1991)
- 1920 - Stéphanos II Ghattas, Egyptisch kardinaal en koptisch patriarch van Alexandrië (overleden 2009)
- 1923 - Willem Aantjes, Nederlands politicus (overleden 2015)
- 1927 - José Azcona del Hoyo, Hondurees president (overleden 2005)
- 1928 - William Kennedy, Amerikaans schrijver en journalist
- 1928 - Dirk Mudge, Namibisch politicus (overleden 2020)
- 1928 - Ton Vijverberg, Nederlands dirigent en organist (overleden 2022)
- 1930 - Clarence Ray Allen, Amerikaans moordenaar (overleden 2006)
- 1931 - Robert L. Park, Amerikaans natuurkundige/bestrijder pseudo-wetenschap (overleden 2020)
- 1931 - Johannes Rau, Duits bondspresident (overleden 2006)
- 1933 - Susan Sontag, Amerikaans schrijfster (overleden 2004)
- 1935 - Inger Christensen, Deens dichter (overleden 2009)
- 1935 - A.J. Foyt, Amerikaans autocoureur
- 1935 - Udo Lattek, Duits voetbaltrainer (overleden 2015)
- 1936 - Tinus Bosselaar, Nederlands voetballer (overleden 2018)
- 1936 - Charles Corver, Nederlands voetbalscheidsrechter (overleden 2020)
- 1937 - Luiz Bueno, Braziliaans autocoureur (overleden 2011)
- 1937 - Francis Eugene George, Amerikaans kardinaal-aartsbisschop van Chicago (overleden 2015)
- 1937 - Conny Vandenbos, Nederlands zangeres (overleden 2002)
- 1937 - Volodymyr Vasylenko, Oekraïens hoogleraar, diplomaat en rechter (overleden 2023)
- 1938 - Carlos van Bourbon, Spaans infant (overleden 2015)
- 1938 - Michael Pataki, Amerikaans acteur (overleden 2010)
- 1939 - Christodoulos van Athene, aartsbisschop van de Grieks-orthodoxe Kerk (overleden 2008)
- 1939 - Kiki Sørum, Noors modejournaliste (overleden 2009)
- 1940 - Franz Müntefering, Duits politicus
- 1941 - Gerard Koel, Nederlands wielrenner
- 1941 - Tim Beekman, Nederlands acteur (overleden 2006)
- 1942 - Hans van den Akker, Nederlands politicus (overleden 2011)
- 1942 - Sigrid Combüchen, Zweeds romanschrijfster
- 1942 - Nicole Fontaine, Frans politica (overleden 2018)
- 1942 - Karel Steenbrink, Nederlands hoogleraar, theoloog en islamoloog (overleden 2021)
- 1944 - Thomas Fritsch, Duits (stem)acteur en schlagerzanger (overleden 2021)
- 1945 - Wim Suurbier, Nederlands voetballer (overleden 2020)
- 1946 - André Nollet, Belgisch cartoonist
- 1947 - Ferry Maat, Nederlands radio-diskjockey
- 1947 - Jamie Reid, Brits grafisch ontwerper (overleden 2023)
- 1948 - John Carpenter, Amerikaans regisseur
- 1948 - Gregor Gysi, Duits politicus
- 1948 - Ali Lazrak, Nederlands politicus (overleden 2016)
- 1948 - Cliff Thorburn, Canadees snookerspeler
- 1949 - Roger Mobley, Amerikaans acteur
- 1950 - Magda Ilands, Belgisch atlete
- 1950 - Nen van Ramshorst, Nederlands politicus
- 1950 - Andrea Riccardi, Italiaans politicus
- 1950 - Gerard van der Wulp, Nederlands journalist
- 1952 - Piercarlo Ghinzani, Italiaans autocoureur
- 1953 - Vic Aanensen, Australianfootballspeler (overleden 2025)
- 1954 - Morten Meldal, Deens scheikundige
- 1954 - Sergej Prokofjev, Russisch antroposoof (overleden 2014)
- 1956 - Martin Jol, Nederlands voetballer en voetbaltrainer
- 1957 - Jan van der Kooi, Nederlands schilder en tekenaar
- 1958 - Giannis Gravanis, Grieks voetballer (overleden 2012)
- 1958 - Tony Pulis, Welsh voetbaltrainer
- 1959 - Sade, Nigeriaans/Brits zangeres
- 1959 - Jill Sobule, Amerikaans singer-songwriter (overleden 2025)
- 1960 - Ludo De Keulenaer, Belgisch wielrenner
- 1961 - Dirk De Wolf, Belgisch wielrenner
- 1962 - Véronique van den Engh, Nederlands organiste
- 1962 - John van Rijswijck, Luxemburgs voetbaldoelman
- 1963 - James May, Brits presentator
- 1965 - John Carver, Engels voetballer en voetbaltrainer
- 1967 - Grzegorz Gajdus, Pools atleet
- 1967 - Alberto Puig, Spaans motorcoureur
- 1967 - Radosław Romanik, Pools wielrenner
- 1967 - Ivo Ron, Ecuadoraans voetballer
- 1967 - Luzette Kroon, Nederlands politica
- 1968 - Sabine Zwikker, Nederlands beeldhouwer, ontwerper en conceptuele kunstenaar
- 1969 - Yves Feys, Belgisch voetballer
- 1969 - Roy Jones jr., Amerikaans bokser
- 1970 - Tren van Enckevort, Nederlands accordeonist en toetsenist
- 1971 - Sergi Bruguera, Spaans tennisser
- 1971 - Steven De Neef, Belgisch wielrenner
- 1971 - Ulrich van Gobbel, Nederlands voetballer
- 1971 - Michel Kreek, Nederlands voetballer
- 1972 - Marit Maij, Nederlands politica
- 1974 - Mattias Jonson, Zweeds voetballer
- 1974 - Kate Moss, Brits fotomodel
- 1975 - Karina Szymańska, Pools atlete
- 1976 - Martina Moravcová, Slowaaks zwemster
- 1976 - Terri Summers, Nederlands pornoactrice
- 1976 - Nathalie Wijnants, Belgisch actrice
- 1977 - Ariel Ze'evi, Israëlisch judoka
- 1978 - Koldo Gil, Spaans wielrenner
- 1978 - Josef Kramer, Nederlands hockeydoelman
- 1979 - Aaliyah, Amerikaans R&B-zangeres en actrice (overleden 2001)
- 1979 - Chas Barstow, Engels darter
- 1980 - Lars Bak, Deens wielrenner
- 1980 - Jason Barcelo, Gibraltarees voetbalscheidsrechter
- 1980 - Ester Naomi Perquin, Nederlands dichteres
- 1980 - Michelle Wild, Hongaars pornoactrice
- 1981 - Yuya Oikawa, Japans langebaanschaatser
- 1981 - Bobby Zamora, Engels voetballer
- 1982 - Birgitte Hjort Sørensen, Deens actrice
- 1984 - Joan van den Akker, Nederlands atlete
- 1984 - Rudi van Houts, Nederlands mountainbiker
- 1984 - Stephan Lichtsteiner, Zwitsers voetballer
- 1984 - Yuki Yamazaki, Japans snelwandelaar
- 1985 - Craig Jones, Brits motorcoureur (overleden 2008)
- 1985 - Ismael Kombich, Keniaans atleet
- 1985 - Pablo Zabaleta, Argentijns voetballer
- 1986 - Marta Domachowska, Pools tennisster
- 1986 - Paula Pareto, Argentijns judoka
- 1986 - Kevin Tan, Nederlands schaker
- 1986 - Simeon Williamson, Brits atleet
- 1986 - Reto Ziegler, Zwitsers voetballer
- 1987 - Bart van Hintum, Nederlands voetballer
- 1987 - Alexandre Jansen Da Silva, Belgisch voetballer
- 1987 - Martijn van de Ven, Nederlands paralympisch sporter
- 1987 - Vincenzo Verhoeven, Belgisch voetballer
- 1987 - Piotr Żyła, Pools schansspringer
- 1988 - Nicklas Bendtner, Deens voetballer
- 1989 - Kiesza, Canadees singer-songwriter
- 1989 - Rafał Omelko, Pools atleet
- 1989 - Arne Vanneste, Belgisch voetballer
- 1989 - Yvonne Zima, Amerikaans actrice
- 1992 - Piper Gilles, Amerikaans-Canadees kunstschaatsster
- 1992 - Maja Keuc, Sloveens zangeres
- 1993 - Magnus Cort, Deens wielrenner
- 1993 - Mats van Huijgevoort, Nederlands voetballer
- 1994 - Ruti Aga, Ethiopisch atlete
- 1994 - Markus Olimstad, Noors snowboarder
- 1994 - Lewis Spears, Australisch komiek
- 1995 - Takumi Minamino, Japans voetballer
- 1996 - Amber Barrett, Iers voetbalster
- 1996 - Caio Rangel, Braziliaans voetballer
- 1997 - Josef Kvída, Tsjechisch voetballer
- 1997 - Zev van Melick, Nederlands voetballer
- 1997 - José Félix Parra, Spaans wielrenner
- 1997 - Pau Torres, Spaans voetballer
- 1998 - Fadel Gobitaka, Belgisch voetballer
- 1998 - Odsonne Édouard, Frans voetballer
- 1999 - Michael Woud, Nieuw-Zeelands voetballer
- 1999 - Alessandro Zaccone, Italiaans motorcoureur
- 2000 - Brenner Souza da Silva (Brenner), Braziliaans voetballer
- 2000 - Niels Raaijmakers, Nederlands voetballer
- 2001 - Maurice Ballerstedt, Duits wielrenner
- 2001 - Pablo García, Spaans wielrenner
- 2002 - Bagus Kahfi, Indonesisch voetballer
- 2002 - Olaf Kok, Nederlands voetballer
- 2002 - Wesley Spieringhs, Nederlands voetballer
- 2003 - Ahmetcan Kaplan, Turks voetballer
- 2003 - Noah Ohio, Nederlands voetballer
- 2005 - Eva Schatzer, Italiaans voetbalster
- 2006 - McKenzy Cresswell, Brits autocoureur

## Overleden

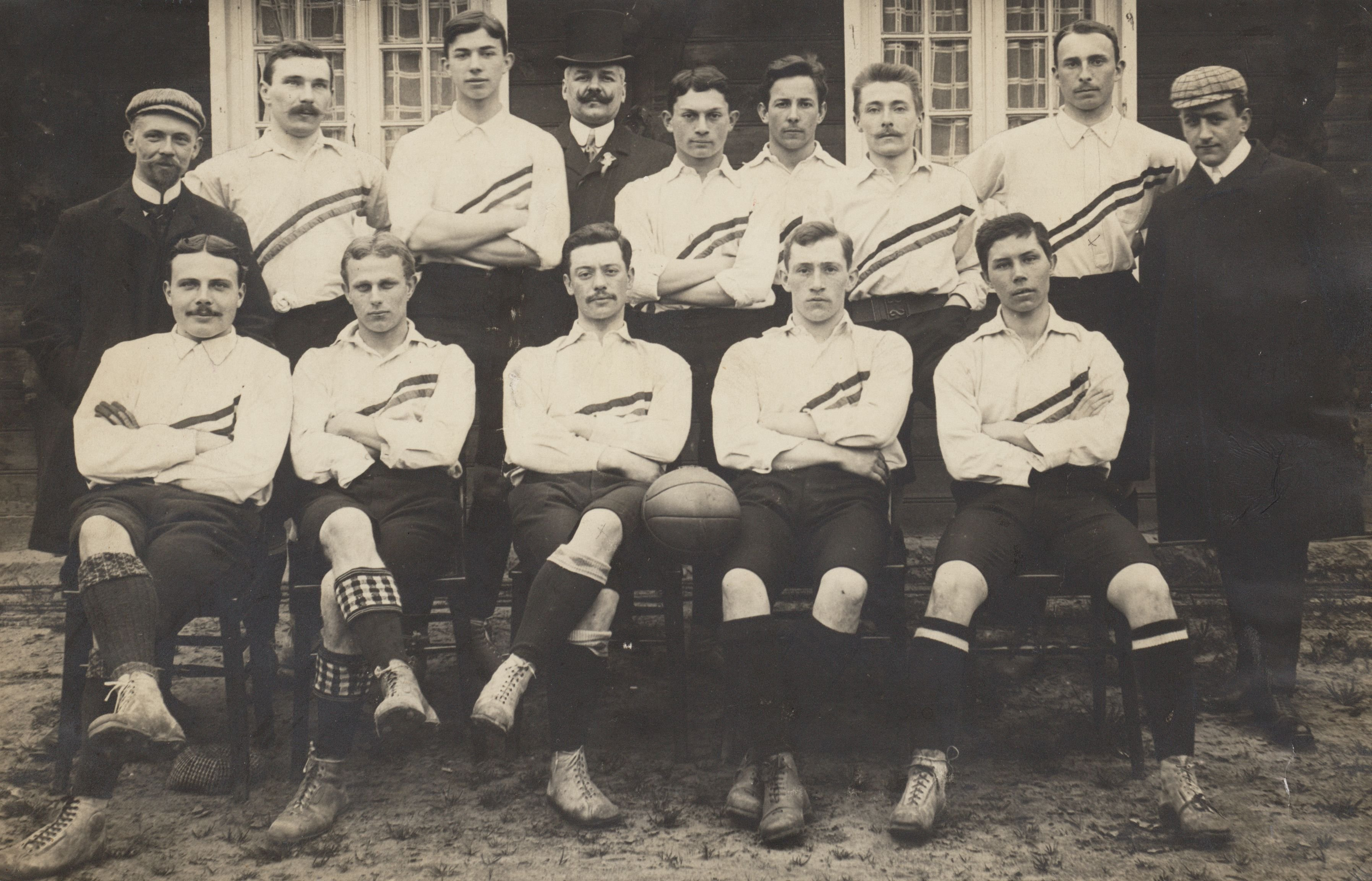
Cees van Hasselt (achterste rij, uiterst links),
overleden in 1951

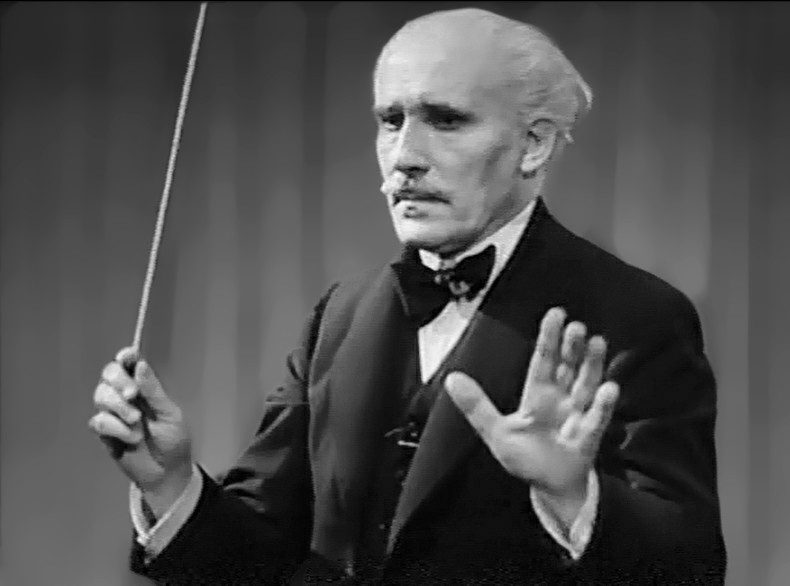
Arturo Toscanini,
overleden in 1957

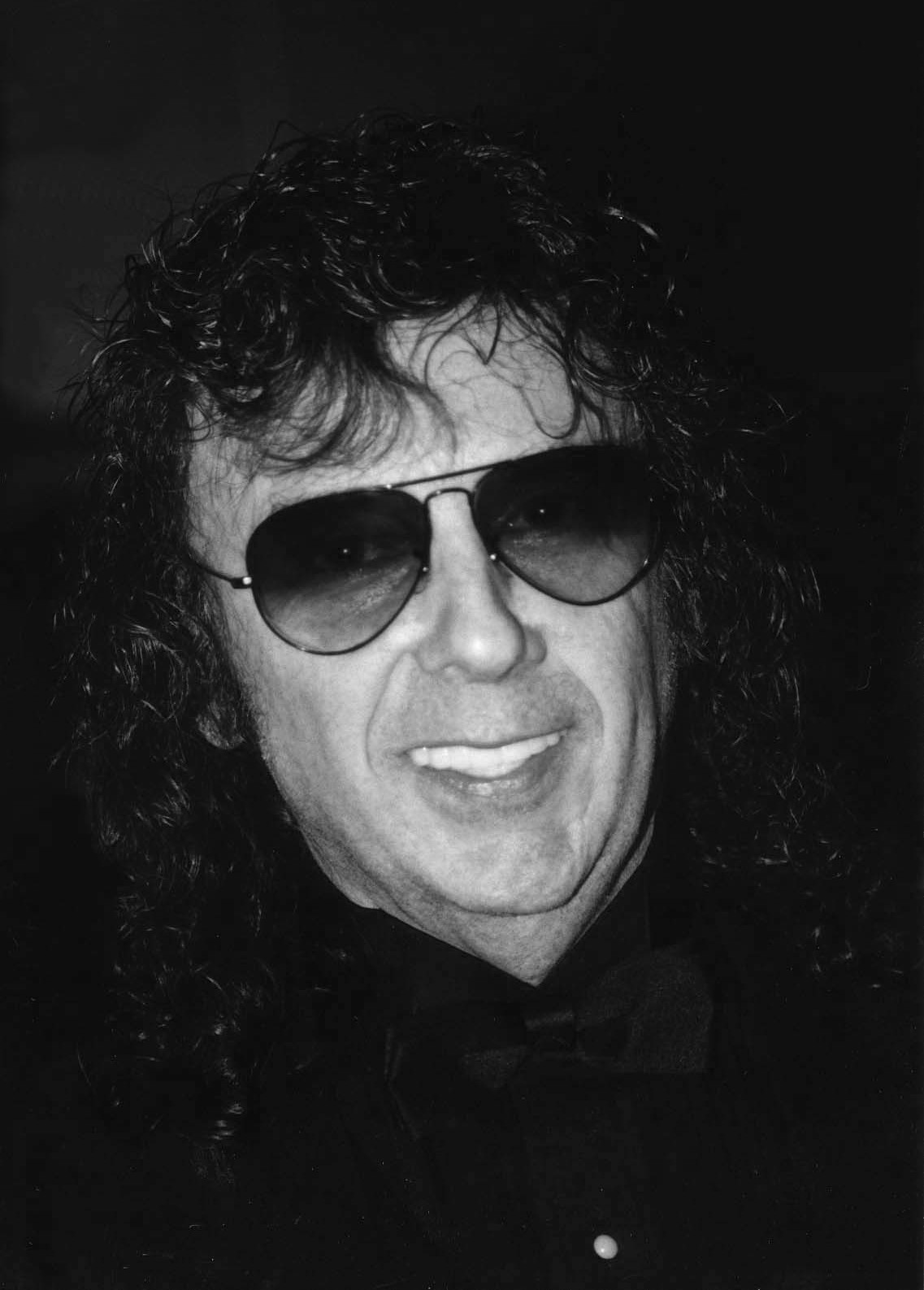
Phil Spector
overleden in 2021

- 1599 - Edmund Spenser (ong. 46), Engels dichter
- 1656 - Roberto de Nobili (78), Italiaanse jezuïet en missionaris i/h ZO-India
- 1660 - Peter Wtewael (63), Nederlands kunstschilder
- 1668 - Charles Alphonse du Fresnoy (wschl. 56), Frans dichter
- 1828 - Claire de Duras (50), Frans schrijfster
- 1903 - Julius Vuylsteke (66), Belgisch politicus
- 1912 - Georg Heym (24), Duits schrijver
- 1916 - Charles A. Zimmermann (53), Amerikaans componist, dirigent, violist en hoboïst
- 1921 - Delphine de Cool (90), Frans kunstschilder
- 1929 - Emanuel Marcus Rood (77), Nederlands architect
- 1933 - Albert Alleman (41), Belgisch kunstschilder
- 1939 - Steven Jan Matthijs van Geuns (74), Nederlands jurist
- 1951 - Cees van Hasselt (78), Nederlands voetballer, eerste bondscoach van het Nederlands elftal
- 1955 - Asbjørn Halvorsen (56), Noors voetballer en voetbaltrainer
- 1957 - Arturo Toscanini (89), Italiaans dirigent
- 1963 - Gilardo Gilardi (73), Argentijns componist
- 1971 - Philippe Thys (81), Belgisch wielrenner
- 1981 - Bernard Lee (73), Brits acteur
- 1988 - Andrija Artuković (88), Kroatisch extreemrechts politicus
- 1989 - Willemijn Posthumus-van der Goot (91), Nederlands econoom, journalist, feminist en vredesactivist
- 1990 - Jean Saint-Fort Paillard (76), Frans ruiter
- 1995 - Paul Delouvrier (80), Frans bestuurder en stadsontwikkelaar
- 1999 - Oscar Cullmann (96), luthers theoloog
- 2001 - Laurent-Désiré Kabila (62), Congolees president
- 2001 - Theodoor Philip Mackay (89), Nederlands burgemeester
- 2001 - Jules Vuillemin (80), Frans filosoof
- 2002 - Jnan Hansdev Adhin (74), Surinaams politicus en rechtsgeleerde
- 2007 - Ron Carey, (71), Amerikaans acteur
- 2007 - Rudolf-August Oetker (90), Duits ondernemer
- 2007 - Jainal Antel Sali jr. (42), leider van de islamitische terreurorganisatie Abu Sayyaf
- 2007 - Yuri Stern (57), Russisch-Israëlisch econoom, politicus en journalist
- 2008 - Jorge de Bagration (63), Spaans-Georgisch autocoureur
- 2009 - Aad Bak (82), Nederlands voetballer
- 2009 - Joop Wille (88), Nederlands voetballer en scheidsrechter
- 2009 - Andrew Wyeth (91), Amerikaans schilder
- 2012 - Jimmy Castor (71), Amerikaans saxofonist
- 2012 - Harry op de Laak (86), Nederlands kunstenaar
- 2012 - Gustav Leonhardt (83), Nederlands klavecinist, dirigent en organist
- 2012 - Juan Carlos Pérez (66), Spaans voetballer
- 2013 - Jos de Beus (60), Nederlands politicoloog en hoogleraar
- 2013 - Burhan Doğançay (83), Turks kunstenaar
- 2014 - Russell Johnson (89), Amerikaans acteur
- 2014 - Hiroo Onoda (91), Japans militair
- 2014 - Henk Vroom (68), Nederlands godsdienstfilosoof en hoogleraar
- 2016 - Joannis Avramidis (93), Grieks-Oostenrijks beeldhouwer
- 2017 - Eugene Cernan (82), Amerikaans astronaut
- 2017 - Aad van Hardeveld (86), Nederlands atleet
- 2017 - William Onyeabor (70), Nigeriaans musicus
- 2017 - Charles 'Bobo' Shaw (69), Amerikaans jazzdrummer
- 2018 - Bradford Dillman (87), Amerikaans acteur
- 2018 - Madalena Iglésias (78), Portugees zangeres en actrice
- 2018 - Jo Jo White (71), Amerikaans basketballer
- 2019 - Mirjam Pressler (78), Duits schrijfster en vertaalster
- 2019 - Jacques Senf (72), Nederlands impresario
- 2020 - Efraín Sánchez (93), Colombiaans voetballer
- 2021 - Hans Bentzon (79), Nederlands voetballer
- 2021 - Pave Maijanen (70), Fins zanger
- 2021 - Phil Spector (81), Amerikaans muziekproducent en moordenaar
- 2022 - Carmela Corren (83), Israëlisch schlagerzangeres en actrice
- 2022 - Bas Edixhoven (59), Nederlands wiskundige
- 2022 - Ibrahim Boubacar Keïta (76), Malinees politicus
- 2023 - Mousse Boulanger (96), Zwitsers schrijfster, actrice en comédienne
- 2023 - Vladislavas Česiūnas (82), Sovjet-Litouws kanovaarder
- 2023 - Jann Hoffmann (65), Deens darter
- 2023 - Gina Lollobrigida (95), Italiaans actrice
- 2024 - David Gail (58), Amerikaans acteur
- 2024 - Bert Gijsberts (70), Nederlands politicus
- 2024 - Dzintra Grundmane (79), Lets basketbalspeelster
- 2024 - Peter Schickele (88), Amerikaans componist, muziekpedagoog, musicoloog en schrijver
- 2024 - Sergio Sebastiani (92), Italiaans kardinaal
- 2024 - Lise Thiry (102), Belgisch microbiologe-virologe en politica
- 2024 - Vaino Väljas (92), Ests diplomaat en politicus
- 2024 - Jacob Wit (71), Nederlands jurist en rechter in het Caribisch Hof van Justitie
- 2025 - Harry Bild (88), Zweeds voetballer
- 2025 - Federico Manca (55), Italiaans schaker
- 2025 - Joan Plowright (95), Brits actrice

## Viering/herdenking
- Rooms-katholieke kalender:
  - H. Marcel(lus) I († 309)
  - HH. Berard(us) van Carbio en Gezellen, Martelaren van Marokko († 1220)
  - H. Priscilla (van Rome)
  - H. Honoratus van Arles († 429)
  - H. Tozzo († 778)
  - H. Titianus († c. 650)
  - Z. Jozef Tovini († 1897)

## Weerextremen

### Nederland
| | Officiële records | Officiële records | Officiële records |      | Landelijke records | Landelijke records | Landelijke records       |
| Gebeurtenis | Jaar              | Extreem           | Locatie           | Jaar | Extreem            | Locatie            |                          |
| --- | ----------------- | ----------------- | ----------------- | ---- | ------------------ | ------------------ | ------------------------ |
| Laagste etmaalgemiddelde temperatuur (°C) | 1985              | −9,5              | De Bilt           |      | 1966               | −10,6              | Maastricht               |
| Hoogste etmaalgemiddelde temperatuur (°C) | 1993              | 11,5              | De Bilt           |      | 1939               | 12,2               | Maastricht               |
| Laagste minimumtemperatuur (°C) | 1985              | −13,4             | De Bilt           |      | 2013               | −18,0              | Herwijnen                |
| Hoogste minimumtemperatuur (°C) | 1990              | 9,6               | De Bilt           |      | 1939               | 10,2               | Maastricht               |
| Laagste maximumtemperatuur (°C) | 1987              | −6,8              | De Bilt           |      | 1987               | −8,3               | Twenthe                  |
| Hoogste maximumtemperatuur (°C) | 1993              | 14,1              | De Bilt           |      | 1947               | 16,5               | Maastricht               |
| Hoogste uurgemiddelde windsnelheid (m/s) | 1955              | 15,9              | De Bilt           |      | 1974               | 26,8               | Cadzand                  |
| Hoogste windstoot (m/s) | 1955              | 31,4              | De Bilt           |      | 1974               | 33,4               | Cadzand                  |
| Langste zonneschijnduur (uur) | 1991              | 7,6               | De Bilt           |      | 1991               | 7,8                | Maastricht               |
| Langste neerslagduur (uur) | 2004              | 13,5              | De Bilt           |      | 1999               | 18,0               | Eindhoven                |
| Hoogste etmaalsom van de neerslag (mm) | 1918              | 40,3              | De Bilt           |      | 1918               | 40,3               | De Bilt                  |
| Laagste etmaalgemiddelde relatieve vochtigheid (%) | 1901              | 55                | De Bilt           |      | 1991               | 53                 | Gilze-Rijen, Soesterberg |
| Laagste uurwaarde luchtdruk op zeeniveau (hPa) | 1955              | 972,9             | De Bilt           |      | 1955               | 971,7              | Twenthe                  |
| Hoogste uurwaarde luchtdruk op zeeniveau (hPa) | 1946              | 1045,4            | De Bilt           |      | 1946               | 1046,7             | Eelde                    |
| Officiële records worden altijd gemeten op het KNMI-weerstation in De Bilt. Landelijke records kunnen worden gemeten op elk officieel KNMI-weerstation in Nederland. |                   |                   |                   |      |                    |                    |                          |

Uitzonderlijke gebeurtenissen
- 1918 - Officieel maandrecord hoogste etmaalsom van de neerslag in mm van januari gemeten in De Bilt: 40,3
- 1947 - Eerste landelijke zachte dag van het jaar gemeten in Maastricht (maximumtemperatuur ≥ 15 °C op een officieel weerstation)
- 2013 - Officieel laagste minimumtemperatuur in °C van het jaar gemeten in De Bilt: −12,9
- 2023 - Officieel laagste uurwaarde luchtdruk op zeeniveau in hPa van januari dit jaar gemeten in De Bilt: 976,7
- 2023 - Landelijk laagste uurwaarde luchtdruk op zeeniveau in hPa van januari dit jaar gemeten in Eelde: 976,1

### België
Dagrecords
- 1838 - Laagste etmaalgemiddelde temperatuur −15,5 °C
- 1939 - Hoogste etmaalgemiddelde temperatuur 11,9 °C
- 1838 - Laagste minimumtemperatuur −19,2 °C
- 1947 - Hoogste maximumtemperatuur 15,1 °C. Dit is de hoogste maximumtemperatuur ooit in de maand januari.
- 1999 - Hoogste etmaalsom van de neerslag 16,3 mm

Uitzonderlijke gebeurtenissen
- 1917 - 51 cm sneeuw in Bertrix en 62 cm in Chiny.
- 1947 - Maximumtemperatuur tot 16 °C in Gerdingen (Bree) en in Rochefort.
- 1953 - Aanvriezende regen veroorzaakt chaos in het hele land.
- 2013 - In de nacht van 15 op 16 januari daalde in Retie het kwik tot −14,9° C.[6]

<< · 1 · 2 · 3 · 4 · 5 · 6 · 7 · 8 · 9 · 10 · 11 · 12 · 13 · 14 · 15 · 16 · 17 · 18 · 19 · 20 · 21 · 22 · 23 · 24 · 25 · 26 · 27 · 28 · 29 · 30 · 31 · >>